# Lothar Stuckart
Lothar Stuckart (* 5. August 1944) ist ein Jazz- und Unterhaltungsmusiker, der seit den 1970er Jahren eine bekannte Bigband in der DDR leitete.

## Leben
Stuckart war zunächst als Trompeter tätig. Mitte der 1970er Jahre gründete er ein eigenes Orchester, dass sich rasch zu einer festen Größe im Musikleben der DDR entwickelte. Die Formation trat landesweit auf; Konzertreisen führte sie nach Rumänien, Bulgarien und auch in den Westen. Stuckart trat mit Gunther Emmerlich, Harald Juhnke sowie Dagmar Frederic auf. Das Orchester machte sich in erster Linie als Live-Formation seinen Namen, war aber auch im DDR-Fernsehen zu erleben (Da liegt Musike drin). Im Plattenstudio war es 1979 auch an Walter Kubiczecks Aufnahmen für den Soundtrack der Fernsehserie Das unsichtbare Visier beteiligt. 1986 wurde Stuckart mit dem Kulturpreis der Stadt Erfurt ausgezeichnet. Mit dem Philharmonischen Orchester Erfurt spielte das Orchester 1989 die Premiere von Jens-Uwe Günthers Keeping Things Going.
Nach der Wende konnte Stuckart die 18-köpfige Big Band, die als die beschäftigtste Großformation der DDR galt, nicht mehr halten. Als Trompeter war er auch mit Joy Fleming im Studio.
Seine Tochter Anna-Carolina Stuckart ist Schauspielerin und Sängerin bei der Funk-Soul Band Anna Partué.